# Slanikova pojedina (Hotel Union, Ljubljana)
Slanikovo pojedino so začeli pripravljati leta 1908 na pepelnično sredo v ljubljanskem hotelu Union. To kulinarično prireditev pripravljajo že vrsto let in je postala tradicionalna. V minulih letih je prireditev bila postavljena v starem restavracijskem delu hotela Union, od 2006 pa je v prenovljenem delu bivšega kina Union (steklena dvorana + bela dvorana). Že samo ime pove, da so na Slanikovi pojedini razstavljene jedi narejene iz rib, rakov, glavonožcev, školjk ... Ob pripravah jedi so sodelovali tudi kuharski mojstri, ki so se v svojem poklicu uveljavili tako doma kot tudi v tujini.

## Kratka zgodovina hotela Union in Slanikove pojedine
Grand hotel Union so začeli graditi 5. aprila 1904 in ga svečano odprli že 28. oktobra 1905. Hotel je zgrajen v secesijskem slogu po načrtih hrvaškega arhitekta Josipa Vancaša. V tistem času je bil eden najsodobnejših in najpopolnejših hotelov v jugovzhodnem delu Evrope. Imel je 87 sob, sodobno restavracijo, kavarno, veliko koncertno dvorano-kino Union (ukinjeno 4. januarja 2001), kegljišče, lepe salone za velike prireditve in slavnostne pogostitve. Solidnost, udobje in moderna ureditev prostorov, hotelske sobe so imele centralno ogrevanje, vse to je pritegnilo potujoče goste in domačine. 

## Slanikova pojedina
- Vrste rib, ki so jih kuharji uporabljali na Slanikovi pojedini: lastovka, škarpina, ugor, zobatec, romb, morski list, brancin, kovač, morski pes, postrv, krap, losos, slaniki, smuč, ščuka, tolstolob, morska žaba, skuša, tun
- Vrste rakov: rarog, jastog
- Vrste školjk: ostrige, klapavice
- Jedi z glavonožcev: lignji v solati, hobotnica v solati, sipa v solati s koromačem

Čas priprave razstave:
Z vsem skupaj (dobava jedi, pripravljanje jedi itd.) so potrebovali 5 dni za postavitev razstave pa so potrebovali 8 ur.
Obstojnost jedi na ploščah:
Kuharji so obstojnost na ploščah zagotovili tako da so jedi hladili in marinirali.
Tradicionalne jedi na Slovenskem (čas med pustom in veliko nočjo): krofi, štruklji, praznična potica, dušeno sladko zelje, ajdova potica, kisla rpa, ajdovi žganci, ričet, mlinci, prekmurska gibanica, pehtranova potica, ...
Menu - kosilo ( pepelnična sreda ):
- Pena iz dimljenega lososa s hrenom
- Porova juha s školjkami
- Ribji pove (lososov in brancinov file z gobami v ovoju iz testa)
- Jabolčni zavitek
- Belo vino (polsuho)
- Renski rizling